# Hồ Nyos
Hồ Nyos là một hồ miệng núi lửa nằm ở phía Tây Bắc Cameroon, cách Yaoundé về phía Tây Bắc khoảng 315 km (196 mi)  Hồ Nyos là hồ nước sâu ở khu vực núi lửa ngưng hoạt động tại Cánh đồng núi lửa Oku dọc theo tuyến núi lửa hoạt động. Nước hồ có lượng khí CO2 bão hòa rất lớn và là nguyên nhân gây ra hiện tượng phun trào CO2 tại đây năm 1986 gây nên cái chết của 1700 người và 3500 gia súc xung quanh do ngạt thở.

## Phòng ngừa thảm hoạ
Khi hồ Nyos bắt đầu tích tụ CO2 lần nữa, Chính phủ Cameroon đã sơ tán toàn bộ các làng trong bán kính 12 km quanh hồ và san phẳng khu vực này để ngăn người dân trở lại cho đến khi tìm ra cách làm cho hồ Nyos trở nên an toàn.
Các nhà khoa học mất 10 năm nữa để tìm ra cách làm cho hồ thoát khí CO2 an toàn trước khi lại có một thảm họa tương tự xảy ra. Họ đã nhất trí kế hoạch thả một ống có đường kính 13 cm xuống độ sâu 182m, ngay trên đáy hồ. Sau đó, khi nước ở đáy hồ được bơm lên đỉnh ống, CO2 thoát ra trên đầu ống, bắn nước và khí lên cao tới 45m. Hiệu ứng ống khói sẽ kích hoạt phản ứng liên tục cho đến khi CO2 bốc hết. Ống đầu tiên được lắp đặt và thử nghiệm năm 1995 và sau khi thấy hoạt động an toàn, các nhà khoa học đã lắp một ống cố định năm 2001.
Năm 2006, chiếc ống vẫn hoạt động và đưa gần 20 triệu mét khối CO2 vào không khí mỗi năm. Trong giai đoạn từ năm 2001 đến 2006, lượng CO2 trong hồ Nyos đã giảm 13%. Các nhà khoa học cho rằng mức giảm này là quá ít. Hồ vẫn chứa một lượng CO2 nhiều hơn lượng đã bốc lên trong thảm họa năm 1986.
Một điều đáng lo nữa là con đập tự nhiên ở phía bắc hồ Nyos đang bị xói mòn và có thể sập trong 5 năm. Nếu đập vỡ, 50 triệu mét khối nước có thể tràn ra từ hồ, nhấn chìm tới 10.000 người khi nó tràn qua các thung lũng bên dưới. Thảm họa vỡ đập mới chỉ là bắt đầu. Khi hồ mất đi một lượng nước lớn như vậy, mực nước có thể giảm tới 40m. Áp lực nước giữ CO2 ở lại đáy hồ sẽ không còn và sẽ lại gây ra một đợt phụt khí CO2 kinh hoàng hơn vụ năm 1986. Cuối cùng, giải pháp mà giới khoa học gấp rút thực hiện  là vừa gia cố đập tự nhiên bằng bê tông vừa lắp thêm 4 ống hút nữa để giảm lượng CO2 về mức an toàn.